# آداب سخن
آداب سخن کتابی از علی‌پاشا صالح است که در سال ۱۳۳۷ برندهٔ جایزه کتاب سال سلطنتی شد. 
این کتاب به اصول جدید فن خطابه و روش مباحثه در کشورهای غربی می‌پردازد.